# ویلسون ادواردو
ویلسون ادواردو (انگلیسی: Wilson Eduardo؛ زادهٔ ۸ ژوئیهٔ ۱۹۹۰) بازیکن فوتبال اهل پرتغال است.
از باشگاه‌هایی که در آن بازی کرده‌است می‌توان به باشگاه فوتبال بیرامار، باشگاه فوتبال ادو دن هاخ، باشگاه فوتبال آکادمیکا، باشگاه ورزشی اولیاننسه، باشگاه فوتبال دینامو زاگرب، باشگاه فوتبال اسپورتینگ سی‌پی بی، باشگاه ورزشی پورتیموننزه، باشگاه ورزشی براگا، و باشگاه فوتبال اسپورتینگ پرتغال اشاره کرد.
وی همچنین در تیم‌های ملی فوتبال زیر ۱۶ سال پرتغال، زیر ۱۷ سال پرتغال، زیر ۱۹ سال پرتغال، زیر ۲۰ سال پرتغال، زیر ۲۱ سال پرتغال و آنگولا بازی کرده‌است.